# Pirgo
Pirgo est une localité située dans le département de Ouahigouya de la province du Yatenga dans la région Nord au Burkina Faso.

## Géographie
Pirgo se trouve à 7,5 km au sud-est du centre de Ouahigouya, le chef-lieu de la province. Le village est traversé par la route nationale 10.

## Santé et éducation
Le centre de soins le plus proche de Pirgo est le centre hospitalier régional (CHR) de Ouahigouya.